# Pastis
Il pastis (/pasˈtis/) è un aperitivo alcolico profumato all'anice tipico della Francia (nasce nella città di Marsiglia), con un contenuto di alcol di solito intorno al 40-45%, anche se esistono versioni analcoliche della bevanda.

## Storia

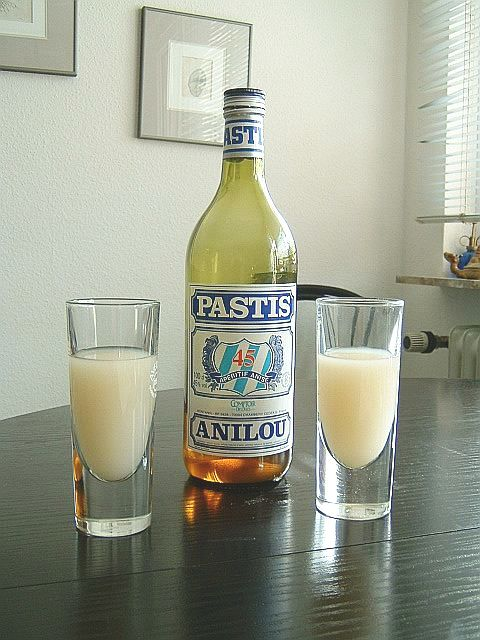
Pastis francese

Il nome pastis viene dall'occitano pastís, che significa "pasticcio" o "miscela".
Quando in Francia fu proibito l'assenzio nel 1915, i maggiori produttori (Pernod e Ricard, che poi si sono fusi nella Pernod Ricard) riformularono le loro ricette introducendo l'anice, aggiungendo zucchero e riducendo il contenuto di alcool. Il pastis in particolare venne inventato da Paul Ricard nel 1932, a Marsiglia; la sua gradazione alcolica originariamente era di 45°. Da allora tuttavia la ricetta della bevanda è cambiata considerevolmente.

## Utilizzo
Il pastis si beve di solito diluito con acqua (con un rapporto di 7 volumi di acqua per ognuno di pastis), che ne diminuisce notevolmente il tasso alcolico e ne cambia l'aspetto da giallo scuro limpido a giallo chiaro lattiginoso; ciò avviene perché gli oli essenziali, insolubili in acqua, formano minuscole goccioline che riflettono la luce. La bevanda va consumata fredda, anche con ghiaccio.
Sebbene consumato in tutto il paese, il pastis è tipico della Francia sudorientale, specialmente a Marsiglia e in Provenza, dove è considerato, come la pétanque, parte dello stile di vita.
Alcuni cocktail hanno come ingrediente il pastis:
- il perroquet (pappagallo) con sciroppo di menta verde
- il tomate (pomodoro) con sciroppo di granatina
- il rourou con sciroppo di fragola
- il mauresque (moresco) con orzata